# Saint-Victor-de-Réno
Saint-Victor-de-Réno là một xã trong tỉnh Orne, vùng Normandie tây bắc nước Pháp. Xã Saint-Victor-de-Réno nằm ở khu vực có độ cao trung bình 140 mét trên mực nước biển.